# Église Notre-Dame de Bernos
Pour les articles homonymes, voir Église Notre-Dame.
L'église Notre-Dame de Bernos est une église catholique située à Bernos-Beaulac, en France.

## Localisation
L'église est située dans le département français de la Gironde, sur la commune de Bernos-Beaulac, dans le bourg de Bernos, à proximité de la mairie.

## Historique
Initialement construite vers le Xe siècle, l'édifice comporte un chevet gothique du XVe siècle et une nef à deux chapelles symétriques du XVIe siècle ; le clocher en a été reconstruit au XIXe siècle
Il est inscrit au titre des monuments historiques  par arrêté du 21 décembre 1925.

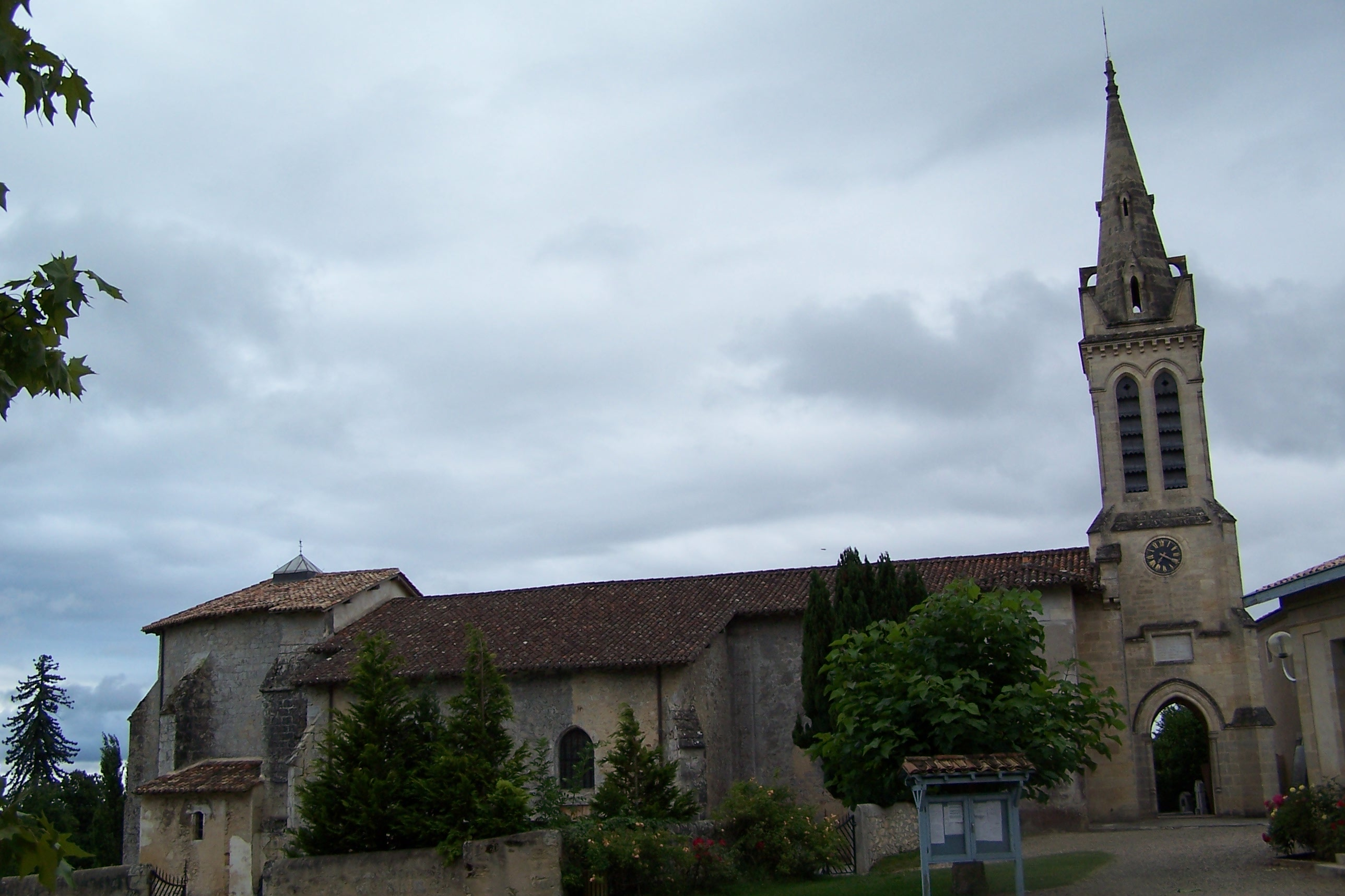
Vue d'ensemble (juil. 2011)
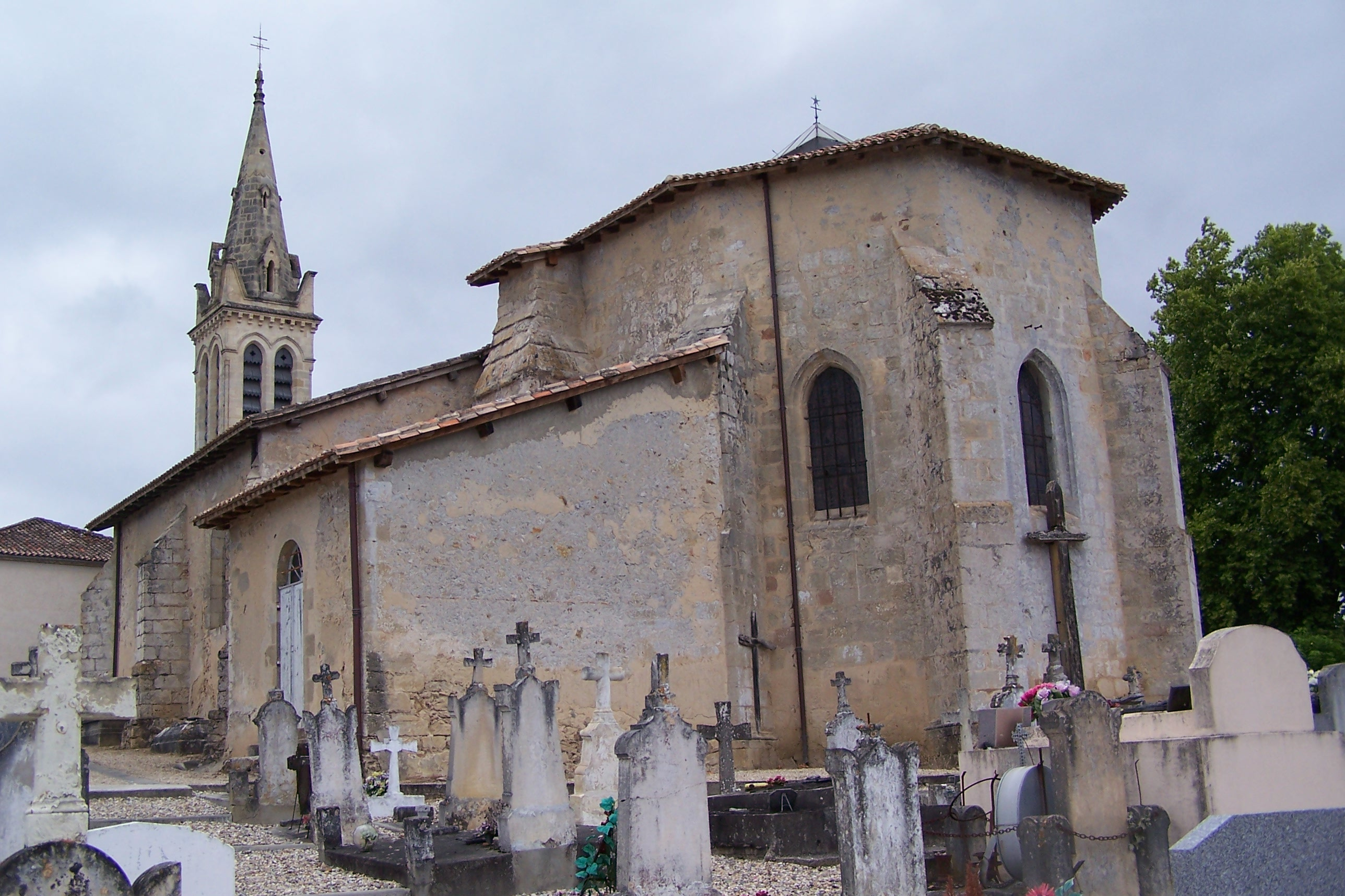
Vue du chevet au sud-est (juil. 2011)